# پیلسباخ
پیلسباخ (به آلمانی: Pilsbach) یک منطقهٔ مسکونی در اتریش است که در ناحیه وکلابروک واقع شده‌است. پیلسباخ ۶۰۸ نفر جمعیت دارد.